# 42-ри награди „Сатурн“
42-рите награди „Сатурн“ (на английски: 42nd Saturn Awards) са планирани да бъдат връчени от Академията за научнофантастични, фентъзи и хорър филми на 22 юни 2016 г. в Бърбанк, Калифорния. Номинациите са обявени на 24 февруари 2016 г.

## Множество номинации
| Кино                                   | Кино                               | Кино      | Кино    |
| Заглавие на български                  | Оригинално заглавие                | Номинации | Награди |
| -------------------------------------- | ---------------------------------- | --------- | ------- |
| Междузвездни войни: Силата се пробужда | Star Wars: The Force Awakens       | 15        | 8       |
| Лудия Макс: Пътят на яростта           | Mad Max: Fury Road                 | 10        | 1       |
| Пурпурният връх                        | Crimson Peak                       | 9         | 2       |
| Джурасик свят                          | Jurassic World                     | 8         | 1       |
| Ант-Мен                                | Ant-Man                            | 6         | 1       |
| Ex Machina: Бог от машината            | Ex Machina                         | 6         |         |
| Марсианецът                            | The Martian                        | 6         | 1       |
| Бахубали: Началото                     | Baahubali: The Beginning           | 5         | 1       |
| Омразната осморка                      | The Hateful Eight                  | 5         |         |
| Kingsman: Тайните служби               | Kingsman: The Secret Service       | 5         |         |
| Отмъстителите: Ерата на Ултрон         | Avengers: Age of Ultron            | 4         | 1       |
| Сикарио                                | Sicario                            | 4         |         |
| Бързи и яростни 7                      | Furious 7                          | 3         | 1       |
|                                        | 99 Homes                           | 2         |         |
| Вечната Аделайн                        | The Age of Adaline                 | 2         |         |
| Черна служба                           | Black Mass                         | 2         |         |
|                                        | Bone Tomahawk                      | 2         |         |
| Пепеляшка                              | Cinderella                         | 2         | 1       |
|                                        | Cop Car                            | 2         |         |
|                                        | Ich seh, Ich seh                   | 2         |         |
| Мисията невъзможна: Престъпна нация    | Mission: Impossible – Rogue Nation | 2         |         |
| Г-н Холмс                              | Mr. Holmes                         | 2         |         |
| Завръщането                            | The Revenant                       | 2         |         |
| Стая                                   | Room                               | 2         | 1       |
|                                        | The Visit                          | 2         |         |

## Награди и номинации по категория

### Кино
| Научнофантастичен филм | Фентъзи филм |
| --- | --- |
| - Междузвездни войни: Силата се пробужда - Ex Machina: Бог от машината - Джурасик свят - Лудия Макс: Пътят на яростта - Марсианецът - Терминатор: Генисис | - Пепеляшка - Вечната Аделайн - Бахубали: Началото - Goosebumps: Страховити истории - Игрите на глада: Сойка-присмехулка – част 2 - Тед 2 |
| Хорър филм | Трилър филм |
| - Пурпурният връх - Коварен капан 3 - It Follows - Krampus - The Visit - Какво правим в сенките | - Мостът на шпионите - Черна служба - The Gift - Омразната осморка - Г-н Холмс - Сикарио |
| Екшън или приключенски филм | Международен филм |
| - Бързи и яростни 7 - Еверест - Мисията невъзможна: Престъпна нация - Завръщането - Спектър - Шпиони | - Turbo Kid - Стогодишният старец, който скочи през прозореца и изчезна - Ich seh, Ich seh - Im Labyrinth des Schweigens - Легенда - Bølgen |
| Филм по комикс | Анимационен филм |
| - Ант-Мен - Поход срещу титаните - Отмъстителите: Ерата на Ултрон - Kingsman: Тайните служби - Фъстъчета: Филмът | - Отвътре навън - Аномализа - Добрият динозавър - Кунг-фу панда 3 - Миньоните - 思い出のマーニー |
| Режисьор | Сценарий |
| - Ридли Скот – Марсианецът - Джей Джей Ейбрамс – Междузвездни войни: Силата се пробужда - Гийермо дел Торо – Пурпурният връх - Алекс Гарланд – Ex Machina: Бог от машината - Джордж Милър – Лудия Макс: Пътят на яростта - Пейтън Рийд – Ант-Мен - Колин Тревъроу – Джурасик свят                                                | - Лорънс Касдан, Джей Джей Ейбрамс и Майкъл Арнд – Междузвездни войни: Силата се пробужда - Гийермо дел Торо и Матю Робинс – Пурпурният връх - Алекс Гарланд – Ex Machina: Бог от машината - Дрю Годард – Марсианецът - Джейн Голдман и Матю Вон – Kingsman: Тайните служби - Рик Джафа, Аманда Силвър, Дерек Конъли и Колин Тревъроу – Джурасик свят - Джордж Милър, Брендън Маккарти и Нико Латурис – Лудия Макс: Пътят на яростта |
| Актьор | Актриса |
| - Харисън Форд – Междузвездни войни: Силата се пробужда - Джон Бойега – Междузвездни войни: Силата се пробужда - Мат Деймън – Марсианецът - Леонардо ди Каприо – Завръщането - Тейрън Еджъртън – Kingsman: Тайните служби - Донал Глийсън – Ex Machina: Бог от машината - Самюъл Джаксън – Омразната осморка - Пол Ръд – Ант-Мен | - Шарлиз Терон – Лудия Макс: Пътят на яростта - Емили Блънт – Сикарио - Джесика Частейн – Марсианецът - Блейк Лайвли – Вечната Аделайн - Дейзи Ридли – Междузвездни войни: Силата се пробужда - Миа Вашиковска – Пурпурният връх |
| Актьор в поддържаща роля | Актриса в поддържаща роля |
| - Адам Драйвър – Междузвездни войни: Силата се пробужда - Пол Бетани – Отмъстителите: Ерата на Ултрон - Майкъл Дъглас – Ант-Мен - Уолтън Гогинс – Омразната осморка - Саймън Пег – Мисията невъзможна: Престъпна нация - Майкъл Шанън – 99 Homes                                                                                 | - Джесика Частейн – Пурпурният връх - Кари Фишър – Междузвездни войни: Силата се пробужда - Еванджелин Лили – Ант-Мен - Люпита Нионго – Междузвездни войни: Силата се пробужда - Тамана Бхатия – Бахубали: Началото - Алисия Викандер – Ex Machina: Бог от машината |
| Млад актьор | Музика |
| - Тай Симпкинс – Джурасик свят - Оливия Деджонг – The Visit - Джеймс Фрийдсън-Джаксън – Cop Car - Майло Паркър – Г-н Холмс - Елиас и Лукас Шварц – Ich seh, Ich seh - Джейкъб Трембли – Стая | - Джон Уилямс – Междузвездни войни: Силата се пробужда - Йохан Йохансон – Сикарио - Джънки Екс Ел – Лудия Макс: Пътят на яростта - М. М. Киравани – Бахубали: Началото - Енио Мориконе – Омразната осморка - Фернандо Веласкес – Пурпурният връх |
| Монтаж | Декори |
| - Междузвездни войни: Силата се пробужда - Ант-Мен - Бързи и яростни 7 - Kingsman: Тайните служби - Джурасик свят - Лудия Макс: Пътят на яростта | - Бахубали: Началото - Пурпурният връх - Джурасик свят - Лудия Макс: Пътят на яростта - Междузвездни войни: Силата се пробужда - Утреландия |
| Костюми | Грим |
| - Отмъстителите: Ерата на Ултрон - Бахубали: Началото - Пепеляшка - Пурпурният връх - Kingsman: Тайните служби - Междузвездни войни: Силата се пробужда | - Междузвездни войни: Силата се пробужда - Черна служба - Пурпурният връх - Омразната осморка - Лудия Макс: Пътят на яростта - Сикарио |
| Специални ефекти | Независим филм |
| - Междузвездни войни: Силата се пробужда - Отмъстителите: Ерата на Ултрон - Ex Machina: Бог от машината - Джурасик свят - Лудия Макс: Пътят на яростта - Марсианецът | - Стая - 99 Homes - Bone Tomahawk - Cop Car - Experimenter - Тръмбо |